# Filderbahn 4–6
Die Lokomotiven 4–6 der Filderbahn-Gesellschaft (FBG) waren Dampflokomotiven der Kastenlokomotivbauart für den Nebenbahnbetrieb. Die drei Lokomotiven wurden von der Maschinenfabrik Esslingen 1888 und 1889 mit den Fabriknummern 2285, 2286 und 2357 ausgeliefert. Die Lokomotiven waren die ersten Lokomotiven für den Reibungsbetrieb auf der Bahnstrecke Stuttgart-Degerloch–Stuttgart-Möhringen und der Bahnstrecke Stuttgart-Möhringen–Stuttgart-Hohenheim der Filderbahn-Gesellschaft.
Eine Lokomotive wurde von 1901 bis 1902 bei der Härtsfeldbahn eingesetzt.

## Geschichte

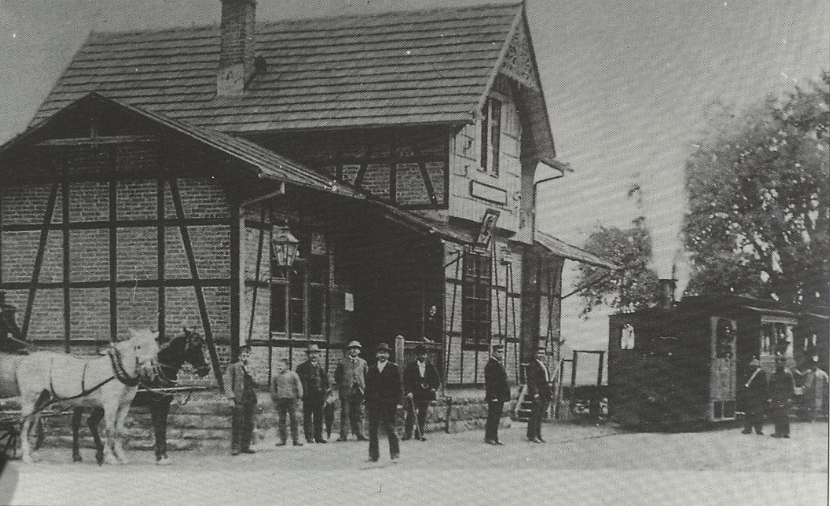
Bahnhof Möhringen um 1893

### Filderbahn-Gesellschaft
Nach den guten Ergebnissen der Zahnradbahn Stuttgart wurden die Obere Filderbahn genannten Strecken Stuttgart-Degerloch–Stuttgart-Möhringen und Stuttgart-Möhringen–Stuttgart-Hohenheim im Reibungsbetrieb eröffnet und zwei Kastenlokomotiven bei der Maschinenfabrik Esslingen, denen ein Jahr später noch eine dritte Lokomotive folgte, beschafft. Die Lokomotiven mit den Fabriknummern ME 2285, 2286 und 2357 erhielten bei der FBG die Betriebsnummern 4 (Möhringen) (ME 2285), 5 (Hohenheim) (ME 2286) und 6 (Plieningen) (ME 2357).
Die Lokomotiven besaßen eine Teilverkleidung der Radsätze und Steuerung und waren allseits offen ausgeführt, 1894 erhielten die Stirnöffnungen Fenster als Schutz vor Zugluft. Dem ständig steigenden Betrieb auf den straßenbahnähnlich ausgeführten Strecken der Oberen Filderbahn waren die kleinen Lokomotiven bald nicht mehr gewachsen., Drei Jahre später übernahmen stärkere Lokomotiven den Betrieb und ab 1901/02 wurden die Strecken elektrifiziert.
Die Kastenlokomotiven waren lange im Betrieb und wurden erst 1915 an Baufirmen verkauft. Die Lok 5 wurde 1917 an die Westfälischen Stahlwerke als dortige Nummer 20 abgegeben.

### Härtsfeldbahn
Die Lokomotive 4, Möhringen wurde von 1901 bis 1902 bei der Härtsfeldbahn eingesetzt, als bei der Bahngesellschaft erst eine Lokomotive des Typs Hohenzollern Typ mm in Betrieb war. Die Lokomotive war zusammen mit einer weiteren gebrauchten Lokomotive von Krauss im Einsatz und wurde 1902 wieder abgegeben.

## Technik
Die Lokomotiven besaßen einen liegenden Kessel und waren teilverkleidet. Die Steuerung lag oberhalb des Fahrwerkes und war damit vor unbeabsichtigten Berühren gesichert. Im unteren Bereich lagen die Kuppelstangen hinter einer gut zugänglichen Teilverkleidung.
Sie waren rundum offen ausgeführt und mit einem Wetterschutzdach versehen, welches Öffnungen für den Schornstein und den Dampfdom besaß.
Die Bremsausrüstung bestand aus einer Dampfbremse und einer Handbremse.